# 大衛·威靈頓
大衛·威靈頓（David Wellington, 1971年—），是名美国恐怖小说作家，以《吸血鬼獵人三部曲》而知名。此外，以筆名D. Nolan Clark写科幻小说。

## 經歷
威靈頓出生于宾夕法尼亚州匹兹堡。雪城大学畢業，并获宾夕法尼亚州立大学创意写作碩士；另有普拉特学院图书馆学硕士学位。现居纽约市。 
他作为漫威《活死人系列》〈钢铁人〉的漫画原作出道。 小说《最後的太空人》獲2020年克拉克奖提名。

## 作品

### 吸血鬼獵人系列
威靈頓的吸血鬼獵人系列讲述了名宾州州警与一名生存上百年的吸血鬼战鬥的故事。
1. 《13发子弹》（13 Bullets, 2006 年在线连载；2007年出版）
2. 《99口棺材》（99 Coffins, 2007）
3. 《终极吸血鬼》（Vampire Zero, 2008）
4. ,2009
5. , 2012[5][6]

### 其他小说
- 《最後的太空人》(The Last Astronaut, 2019）ISBN 978-0-356-51229-7